# Ručni splet
Ručni splet (lat. plexus brachialis) je splet živčanih vlakana koji nastaje spajanjem prednjih grana četiri vratna (C5-C8) i prvog prsnog moždinskog živca. Također u splet dio svojih vlakana daju prednje grane C4 i T2 moždinskih živaca.

## Funkcija
Ručni splet osjetno i motorno inervira čitav gornji ud, osim trapeziodnog mišića (inervira ga nervus accessorius) i dio kože oko pazdušne jame (axilla) koji inerviraju torakalni živci.

## Anatomija
Pet prednjih grana spinalnih živaca (C5-T1) formiraju tri truncusa: gornji (C5, C6), srednji (C7) i donji (C8,T1), a svaki taj trunkus dijeli se na prednji dio i stražnji dio (prednji dio: gornjeg, srednjeg i donjeg truncusa; stražnji dio: gornjeg, srednjeg i donjeg truncusa; ukupno 6 dijelova)
Tih šest dijelova se preslažu u 3 snopa koji imaju naziv prema svojoj poziciji u odnosu na pazdušnu arteriju ovako: 
- stražnji snop - nastaje od tri stražnja dijela svih tuncusa
- lateralni snop -  od prednjih dijelova gornjeg i srednjeg trunkusa
- medijalna snop - nastavak prednjeg dijela donjeg trunkusa

### Stražnji snop
Od stražnjeg snopa polaze živci:
- gornji subskapularni živac - lat. nervus subscapularis superior - korijen C5-C6
- donji subskapularni živac - lat. nervus subscapularis inferior - korijen C5-C6
- radijalni živac - lat. nervus radialis - korijen C5-C8, T1
- aksilarni živac - lat. nervus axillaris - korijen C5-C6
- torakodorzalni živac - lat. nervus thoracodorsalis - korijen C6-C8

### Medijalni snop
Od medijalnog snopa polaze živci:
- medijalni prsni živac - lat. nervus pectoralis medialis - korijen C8, T1
- lat. nervus cutaneus brachii medialis - korijen C8
- lat. nervus cutaneus antebrachii medialis - korijen C8, T1
- dio vlakna za medijani živca - lat. nervus medianus - korijen C8-T1
- ulnarni živac - lat. nervus ulnaris - korijen C7, C8 i T1

### Lateralni snop
Od lateralnog snopa polaze živci:
- lateralni prsni živac - lat. nervus pectoralis lateralis - korijen C5-C7
- muskulokutani živac - lat. nervus musculocutaneus - korijen C5-C7
- dio vlakna za medijani živca - lat. nervus medianus- korijen C5-C7